# Meer van Bolsena
Het Meer van Bolsena (Italiaans: Lago di Bolsena) is een kratermeer in Midden-Italië. Het is 370.000 jaar geleden ontstaan na het ineenstorten van een caldera van de vulkanische Monti Volsini. Romeinse historische bronnen geven aan dat de Volsini-vulkaan nog actief was in 104 v.Chr. De twee eilanden in het zuidelijke deel van het meer zijn ontstaan door erupties die onder water plaatsvonden, toen de caldera in elkaar stortte.
Het meer heeft een ovale vorm, wat typisch is voor kratermeren. De totale oppervlakte bedraagt 114,5 km²; het meer ligt 305 m boven de zeespiegel, is op het diepste punt 151 m diep, en gemiddeld 81 m diep. Het is hiermee het grootste kratermeer van Europa. In het meer liggen twee kleine eilanden: Isola Martana en Isola Bisentina. 
Het Isola Bisentina is het grootste van de twee en heeft een oppervlakte van 17 ha. Het is bereikbaar met een veerboot. De Etrusken en Romeinen lieten sporen na van hun verblijf op Bisentina. In de 9de eeuw deed het eiland dienst als schuiloord voor de bevolking bij de invallen van de Saracenen. Later kwam het eiland in bezit van het huis Farnese dat er een klooster en enige kleine kerken liet bouwen. Het eiland is nu in privé bezit en langere tijd niet te betreden. Het water uit het meer wordt afgevoerd door het riviertje de Marta. Dit stroomt bij de Etruskische plaats Tarquinia in de Tyrreense Zee. Vanwege de geringe doorstroming wordt het water in het meer slechts eens in de 120 jaar ververst. 
Het meer lag in het centrum van Etrurië, het land van de Etrusken. Aan de oevers bevinden zich diverse archeologische opgravingen uit de Etruskische tijd. Het meer is omgeven door acht stadjes waarvan de middeleeuwse oorsprong nog zeer zichtbaar is. De omgeving is in de zestiende eeuw sterk beïnvloed door het huis Farnese.
Bij marathonlopers is een langeafstandsloop rond het Meer van Bolsena (57 km) populair.

## Plaatsen aan het meer
- Bolsena (4111 inw.)
- Montefiascone (12.653 inw.)
- Marta (3436 inw.)
- Capodimonte (1745 inw.)
- Valentano (2835 inw.)
- Gradoli (1496 inw.)
- Grotte di Castro (2915 inw.)
- San Lorenzo Nuovo 1179 inw.)

## Foto's

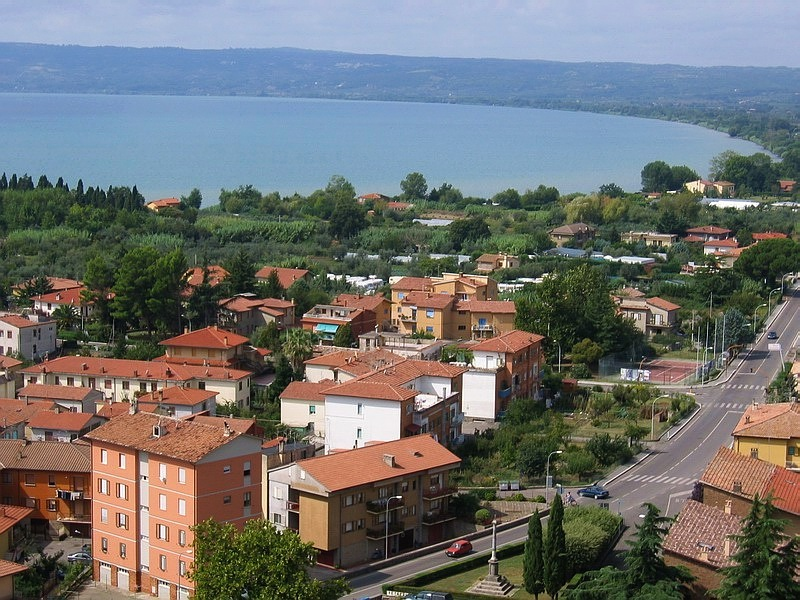
Zicht op Bolsena

Albano · 
Alserio · 
Annone · 
Barrea · 
Bolsena · 
Bracciano · 
Campotosto · 
Comabbio · 
Como · 
Endine · 
Garda · 
Garlate · 
Idro · 
Iseo · 
Ledro · 
Lugano · 
Maggiore · 
Mergozzo · 
Misurina · 
Monate · 
Orta · 
Pusiano · 
Trasimeno · 
Varese · 
Vico · 
Viverone